# 真人快打 (1992年游戏)
參數所指定的目標頁面不存在，建議更正成存在頁面或直接建立下列一個頁面（建立前請先搜尋是否有合適的存在頁面可以取代）：
- 真人快打 (2011年遊戲)

《真人快打》是1992年发行的街机格斗游戏，由Midway开发、发行，赞誉娱乐移植到当时所有主流的家用平台，是真人快打系列的首部作品。游戏以武术比赛为背景，创下了系列的几个经典元素，包括五键操作方案、血腥的必杀技。
进入21世纪，众多评论人及玩家将游戏评为有史以来最好的游戏，游戏销量更创下了格斗游戏的历史新高，相关续作及外传其后陆续面世，包括1993年的《真人快打II》、1995年的同名改编电影。另一方面，游戏因用拟真的数字图像展现极为暴力血腥的内容，引来了非常多的批评，最终与《午夜陷阱》等游戏一道成为1993年美國國會電子遊戲聽證會批判的对象，侧面推动了娛樂軟件分級委員會成立。

## 游戏玩法

约翰尼·凯奇与雷电 (真人快打)进行比赛

《真人快打》是一款格斗游戏，玩家与对手进行一对一的格斗比赛，率先耗尽对方的生命值即取得一个回合的胜利，取得两个回合的胜利便可赢得比赛。每个回合有限定时间，若双方到回合时间耗尽时仍有生命值，生命值较多的一方获胜。游戏允许两位玩家同时开始比赛，而2P玩家也可以游戏中途加入。中途加入的情况，胜者可以继续后续的游戏，否则就要重新开一盘游戏。
游戏操控键为八个方向的摇杆和五个按键（其中两个负责挥拳，两个负责脚踢，每个键都有高低之分），每个键的攻击效果各不相同，具体视玩家与对手的距离而定。不论选择哪一位角色，玩家都需要通过摇动摇杆放招，譬如扫腿和上勾拳，其中上勾拳能将对手打到空中，造成大量伤害。特殊招式则大多通过敲打摇杆释放，有时以按键结束。有别于之前的一对一格斗游戏，《真人快打》只有少数招式需要摇动摇杆一周释放。游戏的格挡机制也与其他格斗游戏不同，玩家在格斗时需要承受常规动作带来的伤害。不过游戏有专用的格挡按键，让玩家在不后撤的情况下防御对手的攻击，被击中时几乎打乱自身的姿势，因此玩家在格挡成功后进行反击会更加容易。
游戏还引入了“凌空追击”（Juggling）的概念，即将对手打到空中，之后用一连串的组合攻击凌空击打毫无防备的对手。后来这个风靡的概念延伸到其他格斗游戏。另外游戏推出必杀技的玩法，以一种令人毛骨悚然的终结技杀死对手。
在单人模式中，玩家需要和电脑控制的七个角色进行一对一的比赛，之后与玩家所选角色进行“镜像赛”（Mirror Match）。镜像赛结束后，玩家需要进行三场耐力赛，每场比赛各有两位对手。只要玩家击败第一位对手，第二位对手就会上场，比赛时间重置，此时玩家生命值不会恢复。三场比赛结束后，玩家将和小BOSS戈洛和大BOSS尚宗比赛。
部分关卡结束后，玩家可以从小游戏“能力考验”（Test Your Might）获得额外的积分，玩法是狂按按键为能量条蓄力，让能量条抵达一定的高度，从而释放招式徒手劈碎各种材料。材料分别有木头、石头、钢铁、红宝石和钻石，每劈开一个能量条会增加一条。两个玩家可以同时进行该游戏，其中红宝石和钻石仅限双人模式。该游戏后来在《真人快打：致命同盟》、《真人快打：少林武僧》、《真人快打vs DC 漫畫英雄》、《真人快打完全版》、《真人快打X》及DLC《真人快打XL》中回归。

## 剧情
游戏故事发生在地世界（Earthrealm），一场锦标赛的尚宗的岛上展开，岛上的五个地点成了游戏每一关的舞台。据游戏开头介绍，500年前尚宗被放逐到地界，之后在戈洛的帮助下控制了真人快打锦标赛，以此毁灭地界。500年来，戈洛在比赛中未尝败绩，创下了连续九场比赛不败的神话。这一次如果戈洛再度胜出，外域的皇帝绍康就会占领地界。为了阻止这种事情发生，新一代的战士必须联手对付戈洛。玩家可以通过展示模式了解每一位战士的经历，但游戏的背景故事和传说只在漫画书中讲述。玩家用每个角色通关后，游戏会介绍角色参加比赛的具体动机。

## 角色

游戏的角色选择界面，左边为加納 (真人快打)，右边为絕對零度 (真人快打)。

游戏共有7个角色供玩家选择，每个角色必杀技各不相同。这些角色最后成为了游戏的标志性人物，在其后的多部续集中出现。游戏以数字化精灵图像开发，图像取材自真实的演员。
| 基本角色                                                          |
| ----------------------------------------------------------------- |
| - 约翰尼·凯奇 - 加納 - 刘康 - 雷电 - 魔蠍 - 刀鋒索尼婭 - 絕對零度 |

何松柏扮演白蓮教成员刘康，他代表少林寺参与比赛；伊丽莎白·马莱基（Elizabeth Malecki）扮演特种部队（Special Forces）特工刀鋒索尼婭，她在追踪黑龙（Black Dragon）组织头号罪犯的过程中误入比赛；理查德·迪维齐奥（Richard Divizio）扮演加納；卡洛斯·佩西纳扮演雷公雷电（MS-DOS和家用机版为“Rayden”），他以凡人的身份参加比赛；好莱坞电影巨星约翰尼·凯奇由佩西纳的哥哥丹尼尔扮演；丹尼尔还扮演了不死的蝎子魔蠍，一位在比赛前遇害的忍者。忍者后来重生，踏上了复仇之路；谋杀魔蝎的絕對零度是林鬼杀手帮成员，有制冰的能力。魔蝎和绝对零度穿着同样的衣服，但颜色不同，前者是黄色，后者是蓝色，而这就是游戏最为著名的色調變換特色，后续的新角色也以这种方式出现。
游戏的小BOSS是绍康派的四臂战士戈洛，他是人与龙的化身，力量比其他角色都要强大，不受投技影响。戈洛的精灵画面由柯特·基亚雷利（Curt Chiarelli）以定格动画模式创建。游戏大BOSS尚宗是巫师，在战斗过程中可以变身为任何一个角色。该角色由埃里克·金凯德（Eric Kincade）和何松柏两位演员扮演，但只有后者被列入制作名单。
在深坑（Pit）关比赛的时候，玩家和隐藏角色蜥蝪人一战。蜥蜴人是魔蝎和绝对零度的绿色版，特定情况下会使用两者的招式。戈洛、尚宗和蜥蜴人是非玩家角色。庭院（Courtyard）关的蒙面侍卫（The Masked Guard）由游戏开发人员约翰·沃格尔（John Vogel）扮演。

## 开发
据游戏制作人艾德·波恩和约翰·托比亚斯透露，Midway要求开发一款格斗类游戏，“一年内发行”，他们认为公司这是跟卡普空炙手可热的《街頭霸王II －世界勇士－》对撼。托比亚斯表示，他和波恩设想的游戏跟Data East的《空手道冠军》相像，但数字角色的数量比以往都要多，而《街头霸王II》能让他们说服管理层同意这个想法。波恩表示开发团队最初只有四个人，自己是程序员，约翰·托比亚斯和约翰·沃格尔做美工，丹·福登负责音效。开发预算约为100万美元。
理查德·迪维齐奥和丹尼尔·佩斯纳回忆，一开始托比亚斯、迪维齐奥与丹尼尔和卡洛斯·佩斯纳兄弟想打造一款忍者主题的游戏，但被个主意被Midway的管理层一致否决。相反，Midway想给即将上映的电影《再造战士》做一款动作游戏，由动作巨星尚格云顿出演，但尚格云顿已经和另一家游戏公司进行谈判，但那家公司最终没有推出游戏。之后迪维齐奥说服托比亚斯回归原本的计划，而尚格云顿在游戏中被恶搞成约翰尼·凯奇的角色（凯奇英文名的首字母就是JC）。凯奇是好莱坞电影巨星，非常自恋。游戏中，凯奇对对手腹股沟劈拳的动作参考了《拳霸天下》。托比亚斯表示游戏也参考了亚洲的功夫电影。
波恩后来表示：“自打一开始，我们就想做跟其他格斗游戏不同的东西，其中一个就是加入疯狂的招式，譬如喷火及所有魔法招式。”托比亚斯表示，游戏中的暴力内容并不在最初的计划中，是后来在开发过程中实施的。至于必杀技的概念则衍生自早期格斗游戏的“眩晕”机制，波恩说他讨厌“眩晕”机制，但肆意打击“眩晕”对手的快感的确很爽。波恩和托比亚斯决定抵消“眩晕”机制给人带来的不良观感，把这个机制放在游戏结束，也就是胜负已分的时候。在早期版本中，中路拳击及踢技需要用两个以上的按键释放。
游戏开发工作于1991年启动，1992年结束，历时10个月，其中测试版在开发阶段中途有限发行。作为游戏的演示版，内测版只有六位男性角色，但在Midway公司内部相当受欢迎。开发团队于是投入时间打磨角色，将索尼娅加入到角色名单。游戏角色画面是托比亚斯用自己的Hi-8摄影机录制的。最终的街机版采用8-Bit图像，每个角色采用64色，动画帧数约为300帧。
在给游戏取名的时候，开发团队犯了难。波恩表示整个团队半年来都想不到一个大家满意的名字。有些人提出了《组手》（Kumite）、《龙击》（Dragon Attack）、《死亡气息》（Death Blow）、《致命格斗》（Fatality）的名字，直至有一天波恩办公室的白板出现了“Combat”（打斗）这个词。后来这个词的“C”被改成“K”，波恩说这样看上去“相当疯狂”。弹珠台设计师史蒂夫·里奇坐在波恩办公室里看到这个词，跟伯恩说“不如就叫《Mortal Kombat》吧”，伯恩也觉得“很炸”。然而托比亚斯对此事的回忆有出入，说名字是在商标设计过程中出现的，当时大家都喜欢叫《Mortal Combat》，但法律不允许。从那个时候起，整个系列就频繁用“K”取代“C”，而K是C的重音。

## 发行

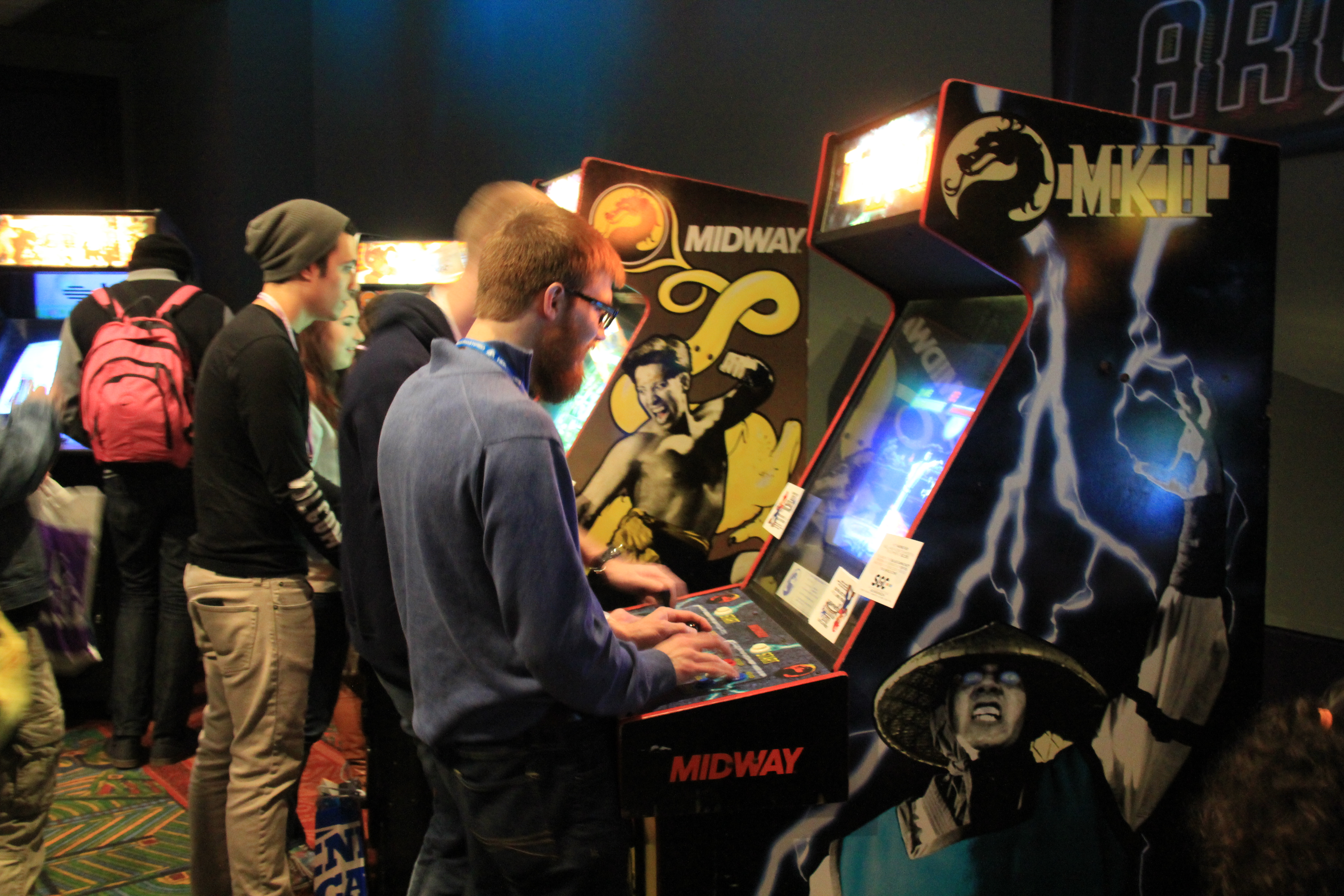
《真人快打》和《真人快打II》机台亮相2015年PAX游戏展。

尽管从未按照惯例进行本地化，游戏还是于1992年由太东在日本正式发行，为进口自北美的版本。家用机版则由赞誉娱乐发行，是当年数一数二的家用及游戏。大量电视广告显示游戏会1993年9月13日在超级任天堂、Genesis、Game Boy和Game Gear四个家用级平台发行，当天被称为“快打星期一”。同人漫画书《真人快打典藏版》于同年出版，由托比亚斯创作，以邮购方式发售。漫画以丰富的细节展现游戏的背景故事，在街机版的演示模式中有广告出现。漫画后来开放全美购买，美国以外地区则较难买到。该书后来收录于游戏《真人快打：致命同盟》，以附加内容的形式出现。
同名配乐专辑由不死者乐队制作，采用Techno风格，1994年5月发行。专辑收录游戏两大主题音乐《Techno Syndrome》和《Hypnotic House》，以及每个主角的主题音乐。《Techno Syndrome》之后出现在1995年改编电影的原声带中，融入了游戏电视广告中知名的“Mortal Kombat！”口号。游戏第一部的同人小说由杰夫·罗文创作，1995年6月配合电影上市。另有角色活动手办推出。

### 家用机版

图为超级任天堂版（上）和Genesis版（下，开启血液效果）绝对零度必杀技的差别，其中超级任天堂的红色血液被去掉

四款官方移植版于1993年以“快打星期一”（Mortal Monday）的活动登陆北美，其中主机版登陆超级任天堂和世嘉Genesis，便携版登陆Game Boy和Game Gear。超级任天堂版尽管在还原街机版色彩和音效的表现上比Genesis优秀，但控制不太精准，而且血迹在任天堂“合家欢”政策影响下变成了汗水，必杀技也大多变成暴力元素较少的“终结技”。所谓的汗水其实是应任天堂的审查决定改变了颜色，实机操作时可插入游戏精灵作弊卡带，输入代码“BDB4-DD07”调成原来的红色。在Genesis版中，血和原版的必杀技可用作弊码ABACABB调出，这个码致敬了創世紀樂團的专辑《Abacab》，乐队名字恰好和主机的名字同名。Genesis被电子游戏分级委员会评为MA-13级，即适合13岁或以上人士游玩。
Game Boy版内容较主机版少，按键反应滞后，按键布局有限，约翰尼·凯奇、蜥蜴人及血腥的必杀技被省略。不过玩家可以用作弊码扮演戈洛。原本是玩家角色的约翰尼·凯奇被删除，但其角色数据仍有留存。Game Gear版本与Game Boy类似，但色彩有所改进，游戏节奏更快，按键反应更紧凑。和16色版本相比，游戏内容遭到审查，但可以通过作弊码2、1、2、下、上调出，唯独缺少加納和蜥蜴人。根据Game Gear版移植的世嘉Master System版1994年初面向PAL区发行。赞誉娱乐的弗林·里格斯（Phylene Riggs）表示，当时红白机版本也计划推出，但在进入编程阶段前就被腰斩。
MS-DOS移植版于1993年底发行。这个版本最能还原街机版的效果，无论是图像上还是玩法上。游戏最初以软盘发行，随后以CD-ROM再版发行，后者增加了街机原版的音乐及音效。Amiga版于1994年初发行，仅限欧洲，图形以Genesis版为蓝本，控制仅用一个或两个按键，配乐采用最小限度，由阿利斯特·布里布尔编排。
Sega CD版的片头采用《快打星期一》的广告。这个版本不需要作弊码就可以享受到原版的内容，因而被评为MA-17级。这个版本尽管技术表现比超级任天堂差，而且设有加载时间，但更忠实于街机版的玩法。该版附有CD-DA原声带，音轨直接取自街机版，但部分关卡的配乐出错，譬如庭院关播放了深坑关的音乐。游戏还附录了游戏音乐的重混版，其中一个版本在之后的改编电影中出现。然而这个版本不兼容Sega CD的1.1版。赞誉娱乐将寄到他们牡蛎湾总部的不兼容光碟更换成可用的版本。
日本版《真人快打 神拳降临传奇（Mōtaru Konbatto: Shinken Kōrin Densetsu）》登陆Game Gear、Super Famicom、Game Boy和Mega Drive ，《真人快打 神拳降临传奇 完全版（Mōtaru Konbatto: Shinken Kōrin Densetsu - Kanzenhan）》登陆Mega-CD，内容与原版无异。
源计划在雅达利Jaguar平台发行的移植版由鬣蜥娱乐开发，但从未发行。
2004年，游戏收录至数字日食开发、杰克仕太平洋发行的“即插即玩电视游戏”（Plug It in & Play TV Games）系列。这个版本直接用了克里斯·伯克（Chris Burke）当初为街机版写的代码，而伯克也因此成为该版本的唯一一位程序员。由于杰克仕太平洋采用的处理器单元并不常见，存在较大的机能限制，游戏背景为静态画面，没有视差滚动。这个版本分别有原版和净化版，评级分别为T级和M级。同样在2004年，《真人快打6》登陆PlayStation 2和初代Xbox，两个版本均以附加内容形式收录原本游戏，模拟了街机原版的代码。尽管开发商宣扬这个模拟“如街机版完美”，它还是有音效及玩法上的问题。
游戏收录于2005年发行的合辑《Midway街机宝藏》。和《真人快打6》的版本一样，这个版本也存在声音问题。2011年8月31日，華納兄弟互動娛樂发行《真人快打街机合集》，收录《真人快打》、《真人快打II》和《真人快打3》，面向Microsoft Windows、PlayStation 3和Xbox 360发行。

## 反响
在美国，《Replay》杂志称《真人快打》是1992年9月第二吸金的直立式街机台。1992年10月到11月、1993年2月到3月、1993年11月，游戏三度位列《Replay》杂志街机台榜单榜首。除此之外，游戏还位列1992年12月《Play Meter》杂志街机榜榜首。另据《Replay》杂志，1993年夏季，游戏成为第二吸金的街机游戏，仅次于《NBA大灌篮》。游戏和《NBA大灌篮》是1993年美国最为吸金的街机游戏 ，收益越吵同年电影《侏罗纪公园》300,000,000美元（相等於2024年的650,000,000美元）。1994年6月，游戏位列Sega CD销量榜榜首。
1993年11月，赞誉娱乐宣布登陆超级任天堂、Genesis、Game Boy和Game Gear四大平台的游戏家用机版销量突破300万份，此时上市才不到三周。在美国，游戏位列1994年1月世嘉Genesis及超级任天堂游戏销量榜榜首。而在英国，游戏成为1993年10月最畅销的家用及游戏、1994年5月到8月最畅销的世嘉Master System游戏，1994年6月最畅销的Mega CD游戏。
到1994年7月，游戏主机版卡带销量突破600万份，收益达到300,000,000美元（相等於2024年的650,000,000美元）。至2000年，全平台卡带全球销量突破650万，其中Genesis版占大部分。截至2002年，街机原版销量达2.4万份，收益突破5.7亿美元。加上衍生的影视作品，游戏总营销突破15亿美元。

### 评价
| 汇总媒体     | 得分          | 得分          |
| 汇总媒体     | MD            | SFC           |
| ------------ | ------------- | ------------- |
| GameRankings | 84.17%（3条） | 83.33%（3条） |

| 媒体           | 得分                    | 得分    |
| 媒体           | MD                      | SFC     |
| -------------- | ----------------------- | ------- |
| AllGame        | 不适用                  | [ 71 ]  |
| 电脑与电子游戏 | 不适用                  | 不适用  |
| 电子游戏月刊   | 8.25/10 6.25/10 （SCD） | 7.25/10 |
| GamesMaster    | 81%                     | 81%     |
| Sinclair User  | 不适用                  | 不适用  |
| Mega           | 82%                     | 不适用  |
| 电子游戏       | 92%                     | 96%     |

游戏街机版一经发行，便获得《电脑与电子游戏》和《Sinclair User》褒贬不一的评价，其中精灵图像获得赞赏，被认为优于《角斗士》，相比之下玩法比《街頭霸王II －世界勇士－》和《餓狼傳說2》差。
相比之下，家用机版的版本普遍正面。《GamePro》赞扬超级任天堂版的图像接近街机版，清晰度较高，色彩表现出色，是三个首发家用机版中最好的。尽管该版本删掉了三个必杀技，但取代它们的新招式“非常酷，即便不太血腥”。和Genesis比起来，超级任天堂版的控制反馈较慢，但音效质量很好，考虑到音频质量较高，而且加入了播报员的声音。评论结尾写道：“尽管存在一些操作上的问题、部分必杀技被改，超级任天堂版的《真人快打》还是出色还原了许多玩家印象深刻的经典街机原版。”不过大量报道称任天堂删减血液及肢解画面影响了销售，数十年后依然为大多数游戏媒体所诟病。2006年，IGN将游戏列入街机转家用机游戏黑榜第八位。GameSpy将任天堂把游戏打造成全家欢作品的决定列为游戏界最愚蠢的时刻。《任天堂力量》称赞游戏画面、动画及音效“出色”，尽管街机版的四个必杀技没有出现。不过评论也认为游戏“非常简单，除非你选择困难模式”。
《GamePro》对比了Genesis版和超级任天堂版，认为Genesis版尽管将街机版所有必杀技纳入了“A模式”（Mode A），但效果明显更粗糙。评论批评Genesis版只考虑到三个按键的手柄，导致部分招式难以释放。不过，评论结尾还是认为画面、音效与控制出色，三者与A模式共同把游戏打造成出色的横版闯关游戏。至于Game Gear版，《GamePro》盛赞画面细腻、锐利，血腥动作可以用作弊码调出。评论认为这个版本“体现出16位老大哥的真正实力，而且是掌机的实力”。尽管音频和四个首发家用机版本一样比较基础，操作也有问题，但对于掌机来说已经算出色。
《电子游戏》杂志的比尔·昆克尔认为Genesis和超级任天堂版都是“超一流的移植作”，其中超级任天堂版的画面表现比世嘉Genesis版出众，角色动画大体出色，尽管角色反应比Genesis版慢许多。昆克尔点明戈洛是个例外，“受制于相对粗糙的动画”。他认为放招比较困难，部分玩家会“对笨拙的命令感到沮丧”，“不熟悉游戏的人在释放回旋踢及其他简单招式的时候会不小心触发特殊技”。
《Game Pro》在评论Game Boy版时写道：“如果你觉得在其他平台放招很难，请等到你在Game Boy上放招再说吧。（Game Boy的）两个按键反应迟钝，几乎不可能完美操作。游戏速度也比较慢，两个角色不能保持默契，尤其是靠近对手的时候。”除外批评画面难以识别、动画效果弱、声音特别小，评论还把它称为游戏最糟糕的版本。《任天堂力量》（Nintendo Power）认为Game Boy版的图像很简单，真正的精髓在超级任天堂和街机中保存。评论对Game Boy版速度比超级任天堂慢并不惊讶。
世嘉CD版遭到媒体更为猛烈的批评。《电子游戏月刊》（Electronic Gaming Monthly）认为世嘉CD版被人夸大，Genesis的问题只是稍微解决了而已，延迟问题突出。《GamePro》给出了类似的意见：“《真人快打》原版回来了，这一次是在CD上，你玩起来会觉得有一些改进。但请三思而后行。”两篇评论批评比赛间的加载时间及比赛中的延迟“让游戏有一种古怪、脱节的感觉”。

### 奖项
《电子游戏月刊》将游戏列为“1993年最具争议性的游戏”。1995年，《纽约每日新闻》认为“《真人快打》的原版于1992年亮相，结合了剧情、角色及特别暴力的元素，上市不久就在全世界打响名号。而喷血特效所引发的争议也只会助推其人气。”2004年，游戏列入《懷舊玩家》读者票选怀旧游戏榜第55位，编者认为“后续版本解决了原版的局限性，但这就是一切的开始”。CraveOnline将游戏列入十佳2D格斗游戏榜第2位；《福布斯》称游戏是“最受欢迎的街机游戏”，是当时的“街机之王”，原版机台的售价在数百美金至2500美金之间。2011年，《Complex》将游戏列入史上最佳格斗游戏榜的第12位，虚拟波兰将游戏列入最佳Amiga游戏榜第19位。2012年，《时代杂志》将游戏列入史上100个最佳格斗游戏榜的第1位。2013年，游戏被《Complex》评选为1990年代最出色的街机游戏（续集排第6位）。2019年，斯特朗国家玩具博物馆将游戏收录进他们的世界电子游戏名人堂。

### 争议
1992年和1993年，游戏和其他暴力游戏一样受到广泛关注，在家长及政府官员中间引发争议。美国参议员喬·李伯曼和赫伯特·科爾于1992年底和1993年针对电子游戏问题举行听证会。议员尤其关心《真人快打》、《午夜陷阱》、《毁灭战士》和《致命执法者》采用的真人画面，而不像《永远冠军》与《时间杀手》那样采用卡通画面。两场听证会要求娱乐软件界用一年时间形成评级系统，否则就要由联邦政府层面出面干涉，创造自己的系统。最终娛樂軟件分級委員會成立，所有游戏需要接受评级，并在游戏包装标示。